# Quilombo Narcisa
Narcisa, também conhecido como Vila de Narcisa, é uma comunidade remanescente de quilombo, população tradicional brasileira, localizada no município brasileiro de Capitão Poço, no Pará. A comunidade de Narcisa é formada por uma população de 7 famílias, distribuídas em uma área de 618,932 hectares. O território foi certificado como remanescente de quilombo (reminiscências históricas de antigos quilombos) em 2014, pela Fundação Cultural Palmares.
Esta comunidade teve o Relatório Técnico de Identificação e Delimitação publicado em 2012 (etapa da regularização fundiária), tendo recebido a titulação da terra em 2012, pelo INCRA.

## Tombamento
O tombamento de quilombos é previsto pela Constituição Brasileira de 1988, bastando a certificação pela Fundação Cultural Palmares:
Art. 216. Constituem patrimônio cultural brasileiro os bens de natureza material e imaterial, tomados individualmente ou em conjunto, portadores de referência à identidade, à ação, à memória dos diferentes grupos formadores da sociedade brasileira [...]
§ 5º Ficam tombados todos os documentos e os sítios detentores de reminiscências históricas dos antigos quilombos.
Portanto, a comunidade quilombola de Narcisa é um patrimônio cultural brasileiro, tendo em vista que recebeu a certificação de ser uma "reminiscência histórica de antigo quilombo" da Fundação Cultural Palmares no ano de 2014.

## Situação territorial
O título da terra (regularização fundiária) proporciona que a comunidade enfrente menos dificuldades para desenvolver a agricultura (como conflitos pela posse da terra com os fazendeiros da região em que se localiza), que solicite o licenciamento ambiental de seu território e solicite políticas sociais e urbanas para melhorias de suas condições de vida, como infraestrutura urbana de redes de energia, água e esgoto.
Povos Tradicionais ou Comunidades Tradicionais são grupos que possuem uma cultura diferenciada da cultura predominante local, que mantêm um modo de vida intimamente ligado ao meio ambiente natural em que vivem. Através de formas próprias: de organização social, do uso do território e dos recursos naturais (com relação de subsistência), sua reprodução sócio-cultural-religiosa utiliza conhecimentos transmitidos oralmente e na prática cotidiana.

Em 2018, o Ministério Público do Pará (MPPA) entrou com uma Ação Civil Pública exigindo que o Estado do Pará e o município de Capitão Poço implantassem uma escola de qualidade nesta comunidade.